# راي أرنت
راي أرنت (بالإنجليزية: Ray Arnett)‏ هو مصمم رقص ومخرج أمريكي، ولد في 17 سبتمبر 1917 في الولايات المتحدة، وتوفي في 12 مارس 2015 في بيفرلي هيلز في الولايات المتحدة.